# Villebrumier
Villebrumier is een gemeente in het Franse departement Tarn-et-Garonne (regio Occitanie) en telt 1168 inwoners (2005). De plaats maakt deel uit van het arrondissement Montauban.

## Geografie
De oppervlakte van Villebrumier bedraagt 11,4 km², de bevolkingsdichtheid is 102,5 inwoners per km².
De onderstaande kaart toont de ligging van Villebrumier met de belangrijkste infrastructuur en aangrenzende gemeenten.

## Demografie
Onderstaande figuur toont het verloop van het inwonertal (bron: INSEE-tellingen).